# رشید دانشمند

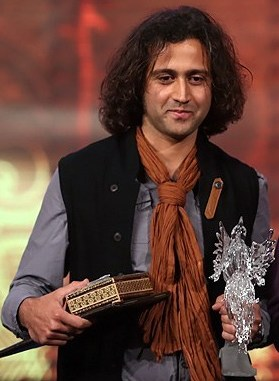
رشید دانشمند در اختتامیه سی و یکمین جشنواره بین‌المللی فیلم فجر

رشید دانشمند (زادهٔ ۱۲ خرداد ۱۳۶۳ در تهران) صدابردار اهل ایران است.
او فعالیت سینمایی خود را از سال ۱۳۸۳ با فیلم گیلانه در مقام دستیار صدابرداری آغاز کرد.
از جمله افتخارات وی می‌توان به:
دریافت سیمرغ بلورین  دوره سی و یکم جشنواره فیلم فجر برای فیلم قاعده تصادف. دریافت تندیس بهترین صدابرداری از جشنواره فیلم کوتاه تهران برای فیلم کوتاه صبح روز بعد.
او در سی و ششمین دورهٔ جشنواره فیلم فجر برندهٔ سیمرغ بلورین بهترین صدابرداری برای فیلم تنگه ابوقریب شد.
وی همچنین در بیست و یکمین جشن سینمای ایران به تندیس بهترین صدابرداری برای فیلم تنگه ابوقریب دست یافت.
همچنین موفق به دریافت تندیس بهترین صدابرداری از جشن خانه سینما دوره بیستم برای فیلم پل خواب شد.

## آثار
- غلامرضا تختی (۱۳۹۷)
- آندرانیک (۱۳۹۶)
- تنگه ابوغریب (۱۳۹۶)
- بی‌حساب (۱۳۹۵)
- همه چی عادیه (۱۳۹۵)
- ویلایی‌ها (۱۳۹۵)
- آخرین بار کی سحر را دیدی؟ (۱۳۹۴)
- پل خواب (۱۳۹۴)
- جاودانگی (۱۳۹۴)
- وارونگی (۱۳۹۴)
- محمد رسول‌الله (۱۳۹۳)
- شاهگوش (۱۳۹۲)
- قاعده تصادف (۱۳۹۱)